# 安全基地
安全基地（あんぜんきち、英: Secure Base）とは、アメリカ合衆国の心理学者であるメアリー・エインスワースが1982年に提唱した人間の愛着行動に関する概念である。子供は親との信頼関係によって育まれる『心の安全基地』の存在によって外の世界を探索でき、戻ってきたときには喜んで迎えられると確信することで帰還することができる。現代においては子供に限らず成人においてもこの概念は適用されると考えられている。

## 概要

### 心の拠り所としての『安全基地』
安全基地とは、子供にとっての愛着対象が、幼い子供に提供する心地よい安定や保護が保証された環境を意味する。子供は母親などの養育者を安全基地のように感じられると、好奇心は外の世界に向けられ、外的世界を探検することができるようになる。危険信号を感じると愛着対象にしがみつき、危険が過ぎると再度探索を行う。必要に迫られた時に心のよりどころとなる『心の安全基地』を持つことによって、辛い境遇や危険を乗りこえていくことが出来るようになる。

### 母子関係の影響
1972年のアンダーソン（Anderson, J.）の研究によると、母と子の間には目に見えない円線があり、ベンチに座る母との距離において、子供はその円線を超えたところへ遊びにいかないという。子供は円線境界付近までいくと、ゴムのように強く引き戻されて帰還する。愛着を求めて母の所に戻った際に、安定した情緒関係が感じられると、再度子供は外の世界を探検するようになる。この時母親が不安定であったり、不在であったりすると、子供は不安を感じるようになり、それが継続的に、かつ極度に繰り返されると、発達的に悪い影響を受けやすくなる。

### 安全基地とパーソナリティ
イギリスの児童精神医学者であるジョン・ボウルビィは、子供の破壊的感情を受け止めて中和する母親の安全基地の役割に注目し、1988年に『A Secure Base』という著作を出版している。精神療法においては、治療者が安全基地の役割を果たし、患者が安心や自信を身につけていくことを援助することによって、心のよりどころとなる内的な安全基地を築く手助けをすることができると考えられている。
これら安全基地の概念は、児童の愛着行動のみならず、人間のパーソナリティの発達を説明する重要な概念の一部と見なされている。

## 関連人物
- メアリー・エインスワース
- ジョン・ボウルビィ